# Pax Praetoriana
Pax Praetoriana (или Pax Pretoriana) относится к относительной стабильности современной Южной Африки и (экономически и политически) доминирующей своей внешней политикой в отношении африканского континента и её поощрению стабильных, подотчётных, демократических правительств в других африканских странах. Данный термин берёт своё начало от выражения Pax Romana — римский мир. Термин Praetoriana также происходит от Претории — города, который является столицей ЮАР.
Критики внешней политики Южной Африки (включая политических союзников АНК, таких как профсоюзная организация COSATU), особенно при бывшем президенте Табо Мбеки, указывают на внутренние проблемы, такие как безработица, преступность и бедствие СПИДа, которые остаются нерешёнными, и ставят под сомнение ценность политики «тихой дипломатии» АНК по отношению к зимбабвийскому правительству в нынешний период его репрессивного правления.
Этот термин также использовался для описания доминирующего положения Южной Африки над её соседями в эпоху до 1994 года, навязывая такие соглашения, как Соглашение Нкомати между Южной Африкой и Мозамбиком и договор о ненападении с Эсватини.